# Bohdan Drozdowski

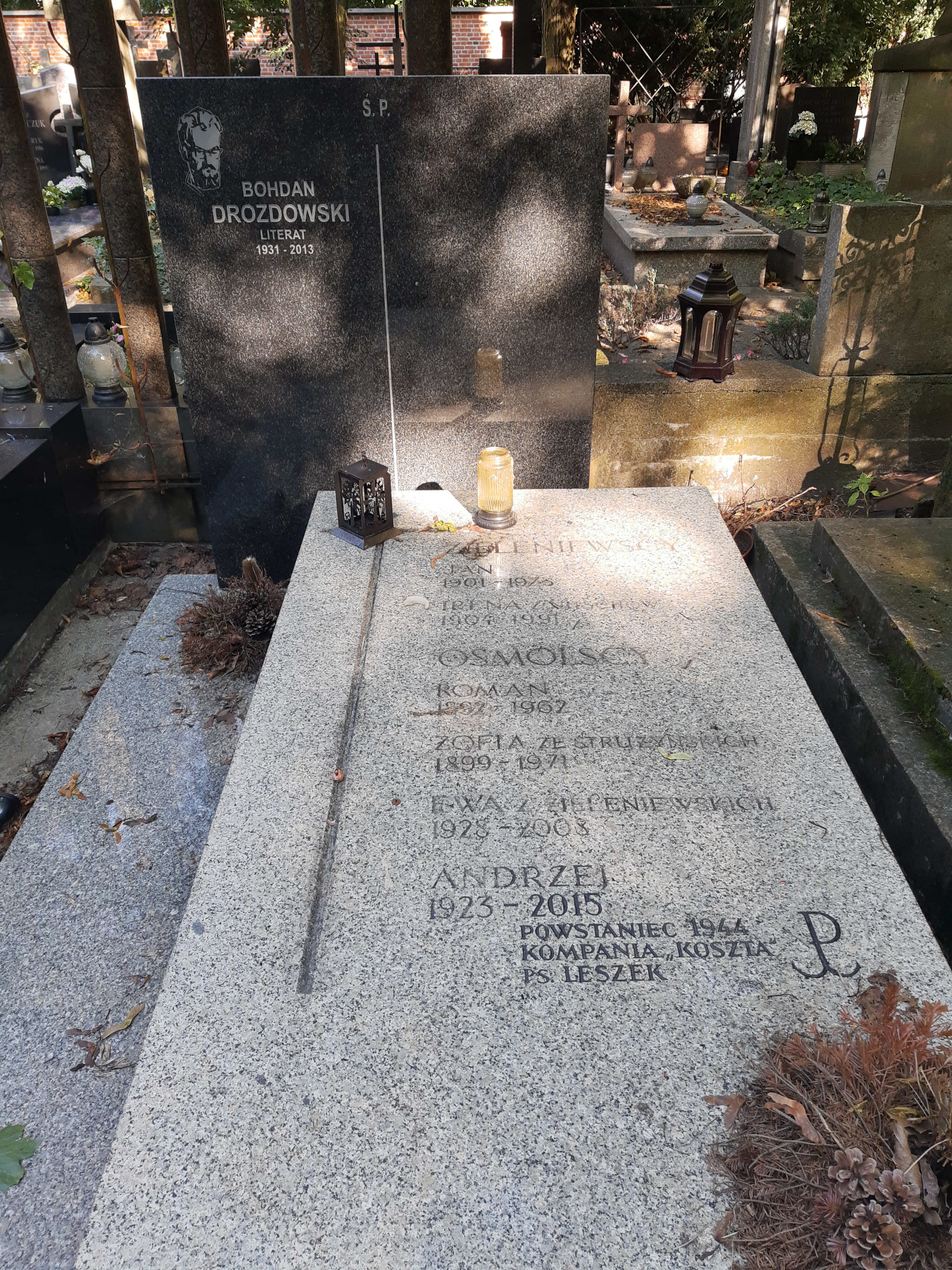
Grób Bohdana Drozdowskiego i Jana Zieleniewskiego na cmentarzu Powązkowskim

Bohdan Drozdowski, ps. Sebastian Lost, Raúl Fuentes y Torrejon, Raymond Starr (ur. 20 listopada 1931 r. w Kosowie Poleskim, zm. 2 kwietnia 2013 w Warszawie) – polski poeta, prozaik, dziennikarz, publicysta, tłumacz, autor sztuk scenicznych.

## Życiorys
Bohdan Drozdowski urodził się w Kosowie Poleskim 20 listopada 1931 roku. Publikował już w pierwszej połowie lat pięćdziesiątych XX wieku, jednak szerszej publiczności został przedstawiony na łamach „Życia Literackiego” (nr 51 z grudnia 1955). W Prapremierze pięciu poetów Bohdana Drozdowskiego wprowadzał Julian Przyboś.
W 1957 ukończył filologię polską na Uniwersytecie Jagiellońskim. Dziennikarz m.in. wrocławskiej „Gazety Robotniczej”, „Dziennika Łódzkiego”, krakowskiego „Życia Literackiego”. Pełnił funkcje m.in. zastępcy redaktora naczelnego i redaktora naczelnego „Współczesności”, redaktora naczelnego „Poezji”. W latach 1966–1970 był zastępcą dyrektora Instytutu Kultury Polskiej w Londynie. Publikował również pod pseudonimami. W 2011 napisał autobiografię zatytułowaną Tańczący z duchami.
Po otwartym konflikcie z Ryszardem Kapuścińskim oraz częścią środowiska praktycznie wymazany z kart historii, w tym ze stron encyklopedii PWN, gdzie z Prapremiery pięciu poetów zostało czterech.
Przetłumaczył osiem dramatów Williama Shakespeare’a: Życie i śmierć Króla Jana (1975), Balladę zimową (1978), Antoniusza i Kleopatrę (1983), Henryka VI. Kroniki Królewskie. Trylogię (1983), Króla Henryka IV. Część 1 i 2 (2004). Dokonał również adaptacji Otella i pisał własne utwory na kanwie Shakespeare’a (Hamlet II, Hermiona, Hamlet 70).
Zmarł w Warszawie 2 kwietnia 2013 roku. Został pochowany na cmentarzu Powązkowskim (kwatera 229-4-20/21).

## Twórczość

### Poezje
- Jest takie drzewo (1956)
- Piołun (1970)
- Opór (1973)

### Powieści
- Pasje Armina Laskowicza (1962)
- Wigwam (1966)
- Arnhem – ciemne światło (1968)
- Stare srebra (1973)
- Bastard (pod pseudonimem Sebastian Lost, 1987)
- Yagruma (1989) i La Ceiba (1998, obie pod pseudonimem Raúl Fuentes y Torrejon)
- Błękitny dom albo fatum (pod pseudonimem Raymond Starr, 1992)

### Publicystyka, reportaże
- Tylko pamięć (1964)
- Gry ludzkie (1971)
- Życie samo w sobie (1973)
- O poezji (1977)
- List otwarty do… (1985)

### Opowiadania
- Kobiety i ludzie (1987)

### Sztuki teatralne
- Kondukt (1960)
- Ballada polska (1962)
- Ostatni brat (1962)
- Mazur kajdaniarski (1970)
- Hermiona (1974)
- Hamlet II (1975)
- Bóg na śmieciach (1983)

### Słuchowiska
- Zapach cygar (1974)
- Ciało (1979)
- Śmierć Dowdinga (1970)

### Przekłady zSzekspira
- Król Jan (1975)
- Otello (1977)
- Zimowa opowieść (1978)
- Antoniusz i Kleopatra (1983)
- Henryk VI, część 1 (1983)
- Henryk VI, część 2 (1983)
- Henryk VI, część 3 (1983)
- Henryk IV, część 1 (2004)
- Henryk IV, część 2 (2004)

### Parafrazy poetyckie
- Psalmy Króla Dawida (2003)
- Salomonowa Pieśń nad Pieśniami (2005)
- Ezop dla dorosłych (308 bajek na motywach z Ezopa Fryga, 2008)

### Tłumaczenia
- Piędź ziemi G. Bakłanowa (1961)
- Bajki I. Kryłowa (1979)
- Córka proboszcza G. Orwella' (1992)
- Bogowie wojny J. Tolanda (dwa tomy, 1994)
- Niewidzialna wojna w Europie J. H. Wallera (2000)
- Podróż sentymentalna z Teodorem Herzlem Sz. Peresa (2002)

## Nagrody
Otrzymał wiele nagród literackich – za powieść, słuchowiska radiowe, widowiska telewizyjne, sztuki teatralne, studencką nagrodę „Czerwonej Róży”, dwukrotnie Nagrodę im. Witolda Hulewicza oraz Nagrodę indywidualną RSW „Prasa-Książka-Ruch” za rok 1975 (1976). Laureat Nagrody "Trybuny Ludu" I stopnia (1985). W 1979 otrzymał Dyplom honorowy Związku Pisarzy ZSRR.